# Duomyia decora
Duomyia decora är en tvåvingeart som först beskrevs av Macquart 1846.  Duomyia decora ingår i släktet Duomyia och familjen bredmunsflugor. Inga underarter finns listade i Catalogue of Life.